# Кравченко Тетяна Едуардівна
Тетя́на Едуардівна Кра́вченко (при народженні — Токарева; нар. 9 грудня 1953, Сталіно, УРСР, СРСР) — радянська і російська акторка театру і кіно. Народна артистка Російської Федерації (2002).
У 2014 році підтримала анексію Криму Росією і війну Росії проти України.
Фігурантка бази даних центру «Миротворець» (незаконна гастрольна діяльність в анексованому Криму, антиукраїнська пропаганда).

## Біографія
Народилась 9 грудня 1953 року в місті Сталіно (Українська РСР), нині — Донецьк.
Батько Тетяни — Василь Дмитрович Токарєв, помер, коли їй було 3 місяці. Її виховувала мати — Емілія Іванівна Карлаш і вітчим — Едуард Семенович Яковлєв. Про те, що Яковлєв не був їй рідним батьком, Тетяна дізналася у 10 років.
Брала участь в постановках шкільного театрального гуртка, читала вірші. В 1970 році закінчила середню школу № 20 міста Донецька, після чого подала документи на хімічний факультет Донецького державного університету, однак не пройшла за конкурсом. В 1971 році Тетяна, за згоди матері, поїхала в Москву вступати до театрального інституту. Боячись негативної реакції вітчима, для нього була оголошена версія, що Тетяна «пробує себе на математичний факультет МДУ».
З першої спроби вступила до Вищого театрального училища імені М. С. Щепкіна. Пронавчавшись там рік, була помічена Аллою Тарасовою і буквально переманена в Школу-студію МХАТ, куди була зарахована одразу на другий курс.
У 1976 році закінчила Школу-студію МХАТ (курс Павла Массальського і Алли Тарасової). На випускному спектаклі був присутній режисер Марк Захаров, який відразу ж запропонував молодій акторці ввійти в склад очолюваної ним трупи театру «Ленком».
За вступу на роботу в Ленком, Олег Янковський порадив Тетяні виступати під другим, менш поширеним прізвищем, оскільки акторів і акторок «Яковлевих» було дуже багато. Вона взяла прізвище своєї прабабусі, і з тих пір відома як Тетяна Кравченко.
Перша роль в театрі була в спектаклі «Мої надії» за п'єсою Шатрова, де Тетяна виконала головну роль. В спектаклі також грала народна акторка СРСР Тетяна Пельтцер, з якою у молодої акторки одразу ж склались теплі дружні стосунки. Як наслідок, Пельтцер взяла на себе роль наставниці і педагога Тетяни Кравченко.
Була двічі одружена. Першим її чоловіком був Володимир Лавинський, який працював художником-постановником Школи-студії МХАТ. Цей шлюб проіснував 2 роки.
Другий чоловік — Дмитро Гербачовський, кінопродюсер Ленфільму. В шлюбі з ним Кравченко прожила 6 років. У шлюбі народила єдину дочку — Анну Гербачовську, в 1986 році в Санкт-Петербурзі. Шлюб розпався.
Є однією з головних акторок театру «Ленком», де виконала понад 30 ролей. Активно працює в антерпризних театральних проєктах. Широко відома за численними работами в кіно. Всього знялась у понад 130 фільмах. Найвідомішою для масової авдиторії стала після зйомок у серіалі «Свати».

## Громадська позиція
У 2014 році підтримала анексію Криму Росією.
В 2015 році акторці був заборонений в'їзд в Україну, через те, що вона підтримала анексію Криму і війну на Донбасі.
У 2023 році підтримала вторгнення Росії в Україну.

## Творчість

### Театральні роботи
«Ленком»
- «Божевільний день, або Одруження Фігаро» — Марселіна
- «День опричника» — ясновидиця Парасковія Мамонтівна
- «Мої Надії» — Надія
- «Революційний етюд» — Сапожникова
- «Диктатура совісті» — Надя
- «Мудрець» — мати Глумова
- «Дорога Памела» — Глорія
- «Жорстокі ігри» — Дівчина, схожа на ангела
- 1993 — Марселіна — «Божевільний день, або Одруження Фігаро», за п'єсою Бомарше, реж. Марк Захаров
- «Шут Балакірєв» — Балакірєва
- «Одруження» — сваха Фекла Іванівна
- «Трубадур і його друзі» — Отаманка розбійників
- «В списках не значався» — довга дівиця
- «Іванов» — Бабакіна
- «Зустрічі на Сретенці»
- «Революційний етюд»,
- «Містифікація» — Манілова, Коробочка

Антерприза
- 1996 — Рут — «Неймовірний сеанс», за п'єсою Н.Кауарда «Неугомонний Дух», переклад М.Мішина, реж. Михайло Козаков / Російська антреприза Михаийла Козакова
- «Авантюрна сімейка, або Як украсти мільйон» / театр «Миллениум» під керівництвом Валерія Пономаренко
- «Пастка для чоловіка» / театр «Миллениум» під керівництвом Валерія Пономаренко
- «Здрастуйте, я ваша теща!» — Галина Іванівна, теща
- «Плачу на перед»,
- «Чоловік для жінок»,
- «Трактірщиця»,
- «Сторічник»,
- «Заміжні наречені»,
- «Бумеранг»,
- «Неймовірний сеанс» за п'єсою Н.Коуарда «Неугомонний Дух»,
- «Авантюрна сімейка, або Як украсти мільйон»,
- «Астрономія кохання»,
- «Друге дихання»,
- «Ідеальне вбивство»,
- «Нюра Чапай»,
- «Пастка для чоловіка»,
- «Біля кохання»,
- «Убий мене, голубчик»,
- «Суччий ангел»,
- «Заміжні наречені»,
- «Я залишаюсь»,
- «Наречені»,
- «Мила моя».

## Нагороди і визнання

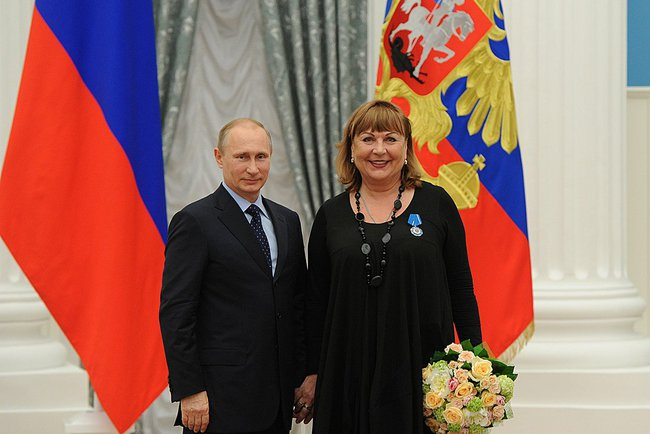
Церемонія нагородження Орденом Пошани.
Москва, Кремль, 28 травня 2014

- Орден Пошани (14 січня 2014) — за великі заслуги в розвитку вітчизняної культури і мистецтва та багаторічну плідну діяльність[4]
- Заслужена артистка РРФСР (3 листопада 1991)
- Народний артист Росії (2002)[5]
- Лауреат театральної премії «Чайка» (1998)

Кінопремії
- Лауреатка премії спілки кінематографістів «Созвездие» (2000)
- Приз IV відкритого російського фестивалю кінокомедії «Улыбнись, Россия!» у номінації «Краща жіноча роль» — за роль сусідки у фільмі «Кримінальне танго»
- Премія XVII відкритого російського фестивалю кінокомедії «Улыбнись, Россия!» (2016) — «за внесок у комедію»